# Clara Pueyo Jornet
Clara Pueyo Jornet (Villanueva y Geltrú, 23 de febrero de 1914 - desaparecida el 26 de junio de 1943) fue una mujer republicana, miembro de la directiva del Partido Socialista Unificado de Cataluña (PSUC) y secretaria del Socorro Rojo Internacional. Represaliada por el franquismo, fue detenida, torturada y recluida en la cárcel de mujeres de Les Corts de Barcelona, desde donde protagonizó una espectacular fuga conocida como El Gran Vuelo, organizada por el Partido Comunista de España (PCE), tras la cual desapareció sin dejar rastro.

## Trayectoria
Nacida en Villanueva y Geltrú, tenía dos hermanos, Salvador y Armand. El padre trabajaba en la Pirelli. En 1924, cuando Pueyo tenía 10 años, la familia se trasladó a Manresa donde se había abierto una sucursal de la factoría.
En 1936, el comienzo de la guerra civil le sorprendió en Valencia, donde compaginaba los estudios de medicina con el trabajo de mecanógrafa en la Casa Pirelli. También era miembro activo de las Juventudes Socialistas Unificadas (JSU) del barrio de Ruzafa. Asimismo era secretaria del Socorro Rojo Internacional y los Amigos de la Unión Soviética. Clara Pueyo se relacionaba con el dibujante y cartelista Manuel Monleón Burgos.
En 1939 con la derrota del ejército de la República huyó a Francia. Parece que en el exilio tuvo una niña que murió de hambre. Fue evacuada y volvió a Barcelona el 8 de julio de 1940.  Se unió a la lucha clandestina poniéndose a las órdenes de Heriberto Quiñones, dirigente del PCE que estaba encargado de organizar la resistencia. Participó en la reconstrucción de la JSU formando parte de una célula donde también colaboraban María Salvo, Isabel Vicente y otros activistas. Durante ese periodo, ni siquiera su familia supo que había vuelto a Barcelona. Vivía con Isabel Imber Lizarralde y Soledad Real, en un piso de la calle Grau y Torres, del barrio de La Barceloneta, donde Real, modista de profesión, tenía un taller de Costura llamado El Oasis, que encubría reuniones clandestinas y actividades políticas del partido.
El 22 de agosto de 1941, durante un registro, les fue incautada una abundante documentación. Las tres fueron trasladadas a la Comisaría de Vía Layetana de Barcelona. Durante un mes fueron interrogadas y torturadas, pasando después a disposición judicial e ingresadas en la prisión de Les Corts.
El 19 de junio de 1943 el Partido organizó la fuga de los dirigentes Albert Assa "el turco", Antòni Pardinilla, Manuel Donaire y Ángel Olaya encarcelados en la cárcel Modelo de Barcelona, que consiguieron salir por la puerta principal, con una orden de libertad que tenía falsificada la firma del juez Josualdo de la Iglesia. A los pocos días, Pueyo también se escapó de les Corts con el mismo procedimiento y nadie volvió a tener noticias suyas. Su desaparición generó muchas dudas y una sombra de misterio que incluía espionaje, traición y la sospecha nunca aclarada de un posible asesinato.

## Memoria histórica
En una entrevista para la Memòria Presó de dones de les Corts, Albert Pueyo Tartera, hijo de Armand Pueyo Jornet, - hermano mayor de Clara asesinado en mayo de 1941 en el Campo de Mauthausen-Gusen -, recordaba que había acompañado a su madre a la cárcel a visitar a su tía, hasta que les dijeron que se había escapado. No se volvió a saber nada más de ella. Clara desapareció también de la memoria colectiva, hasta que muchos años después, antiguas militantes y compañeras de cautiverio como Tomasa Cuevas, Soledad Real, Isabel Vicente y María Salvo, la mencionaron en sus memorias. Las circunstancias de la evasión las recuperó ampliamente el historiador Fernando Hernández Holgado en su tesis La prisión militante, Las cárceles de mujeres de Barcelona y Madrid (1939-1945).
En 2014 la directora y periodista chilena Carolina Astudillo Muñoz, reconstruyó la historia de Clara Pueyo y realizó el documental El Gran Vuelo, que intenta, a partir de pocos elementos, entender la vida de Clara, entroncada con la lucha y la dificultad de las mujeres de su generación para salir de la invisibilidad. El documental fue acogido con gran éxito de público y crítica, recibiendo premios y galardones en diversos festivales, y siendo un referente en la Muestra Internacional de Films de Mujeres.